# Setema cereola
Setema cereola is een nachtvlinder uit de familie van de spinneruilen (Erebidae), onderfamilie beervlinders (Arctiinae). De soort komt voor in Scandinavië, de Baltische staten en aangrenzend Rusland en daarnaast in de Alpen.
De vlinder is licht grijsgeel met verdonkerde apex. De spanwijdte is 26 tot 32 millimeter.
Als waardplanten gebruikt de soort korstmossen uit het geslacht Parmelia.